# 辰衝圖書

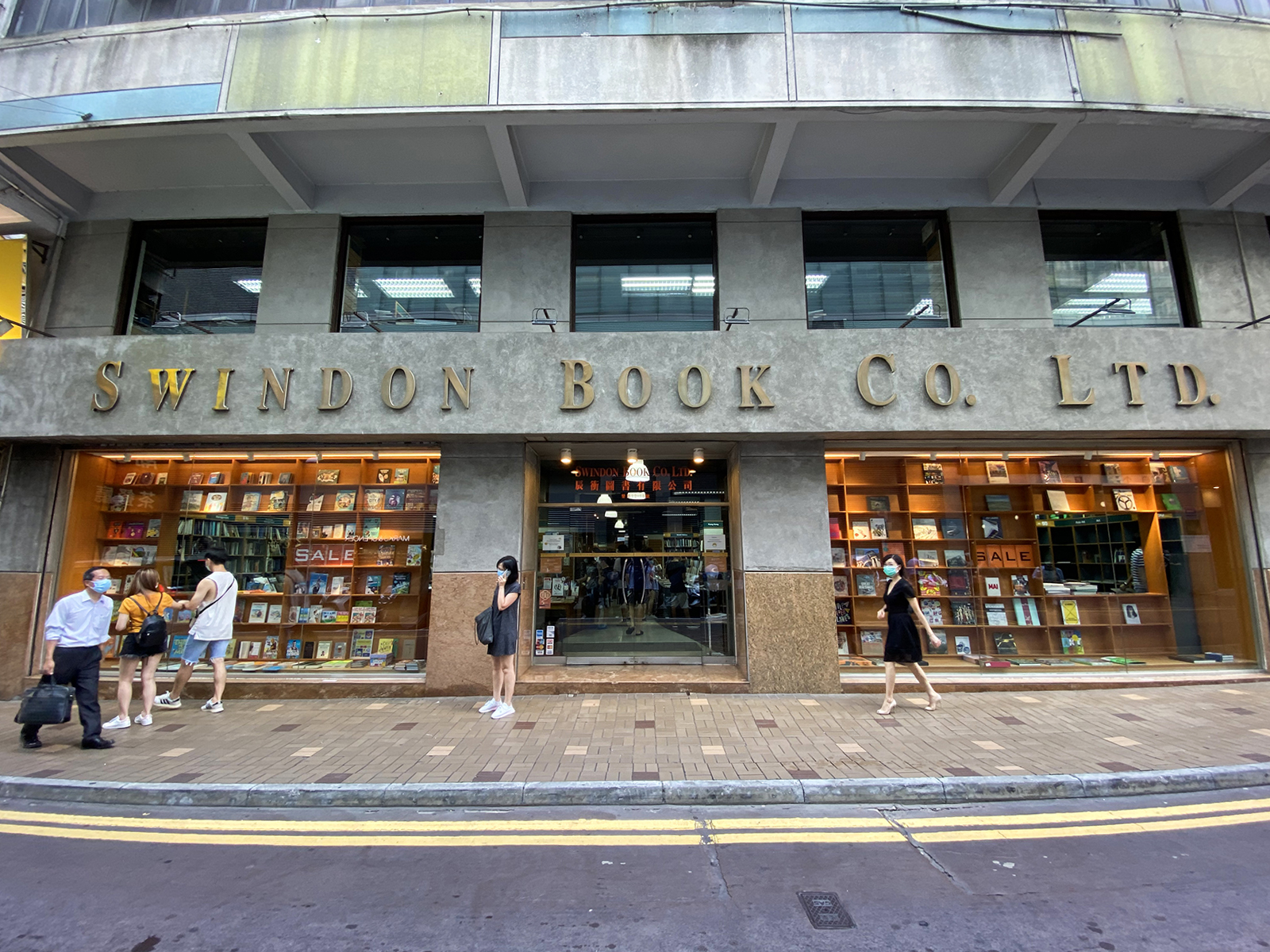
辰衝書店在九龍尖沙咀樂道的總店有超過50年歷史，到2020年7月31日結業

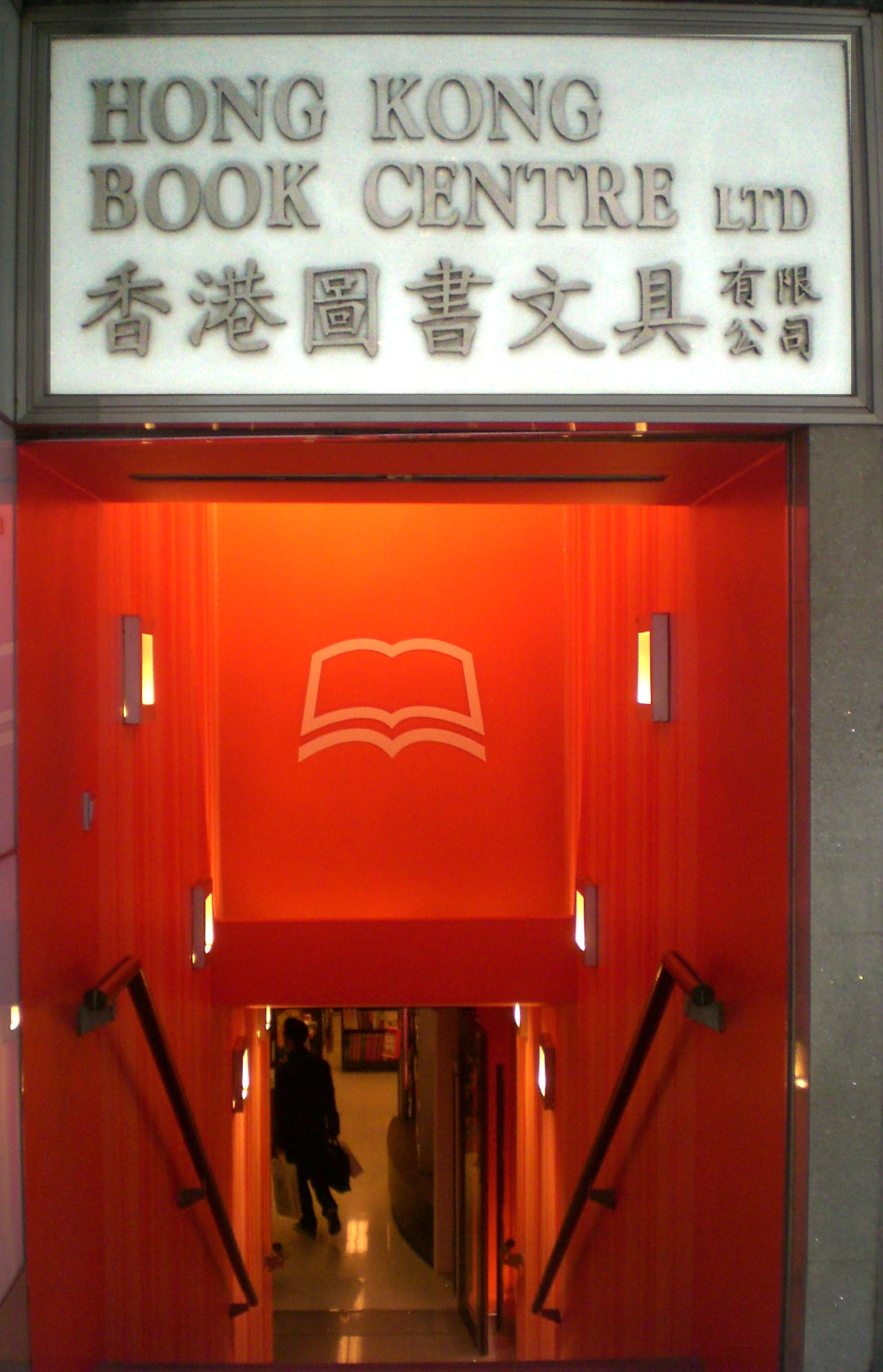
香港圖書在中環的分店

辰衝書店（英語：Swindon Book Co., Ltd.）是香港一間歷史悠久的英文書店，創辦於1918年，其所有實體店已於2020年7月結業，並改以網上模式經營。

## 歷史
辰衝書店創辦於1918年，初期以引進外國新書為主，後來亦出版多本中國文化經典的英譯本，包括辜鴻銘的《論語譯英文》和庫壽齡的《中國百科全書》。總店位於九龍尖沙咀樂道，佔地兩層，售賣各種英文書籍、學校教科書、文具等，亦設有代訂書籍及網上書店服務，間中舉行作者簽名會。
辰衝屬下書店有香港圖書文具有限公司（Hong Kong Book Centre Ltd.）及必發圖書有限公司（Kelly & Walsh Ltd.）。
2020年5月，辰衝遭業主指控欠租逾港幣371萬元，入稟收回尖沙咀樂道總店舖位。兩個月後，書店在網站宣佈開業超過50年歷史的總店於同年7月31日結業，並改為網上經營。

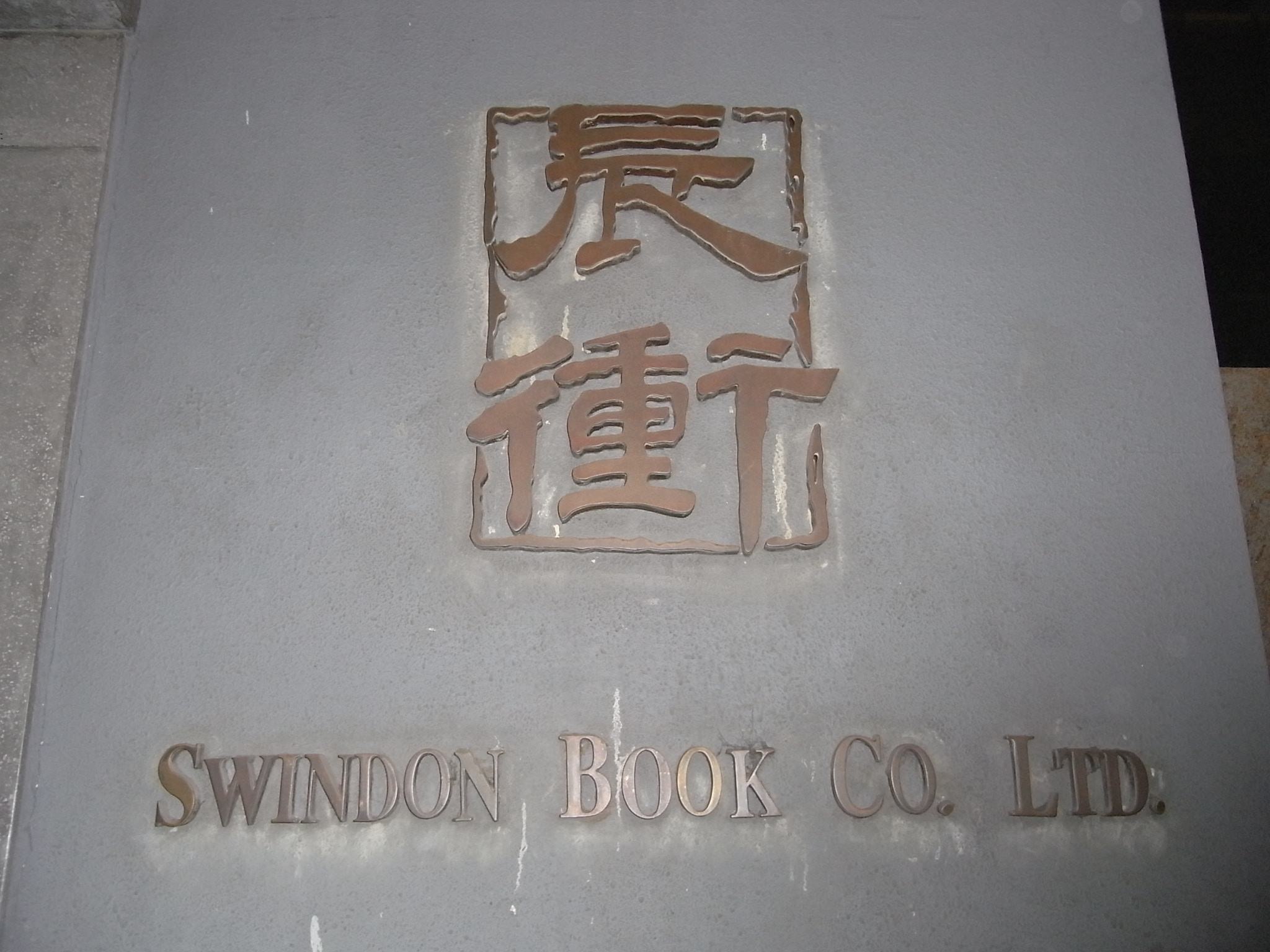
辰衝書店標誌
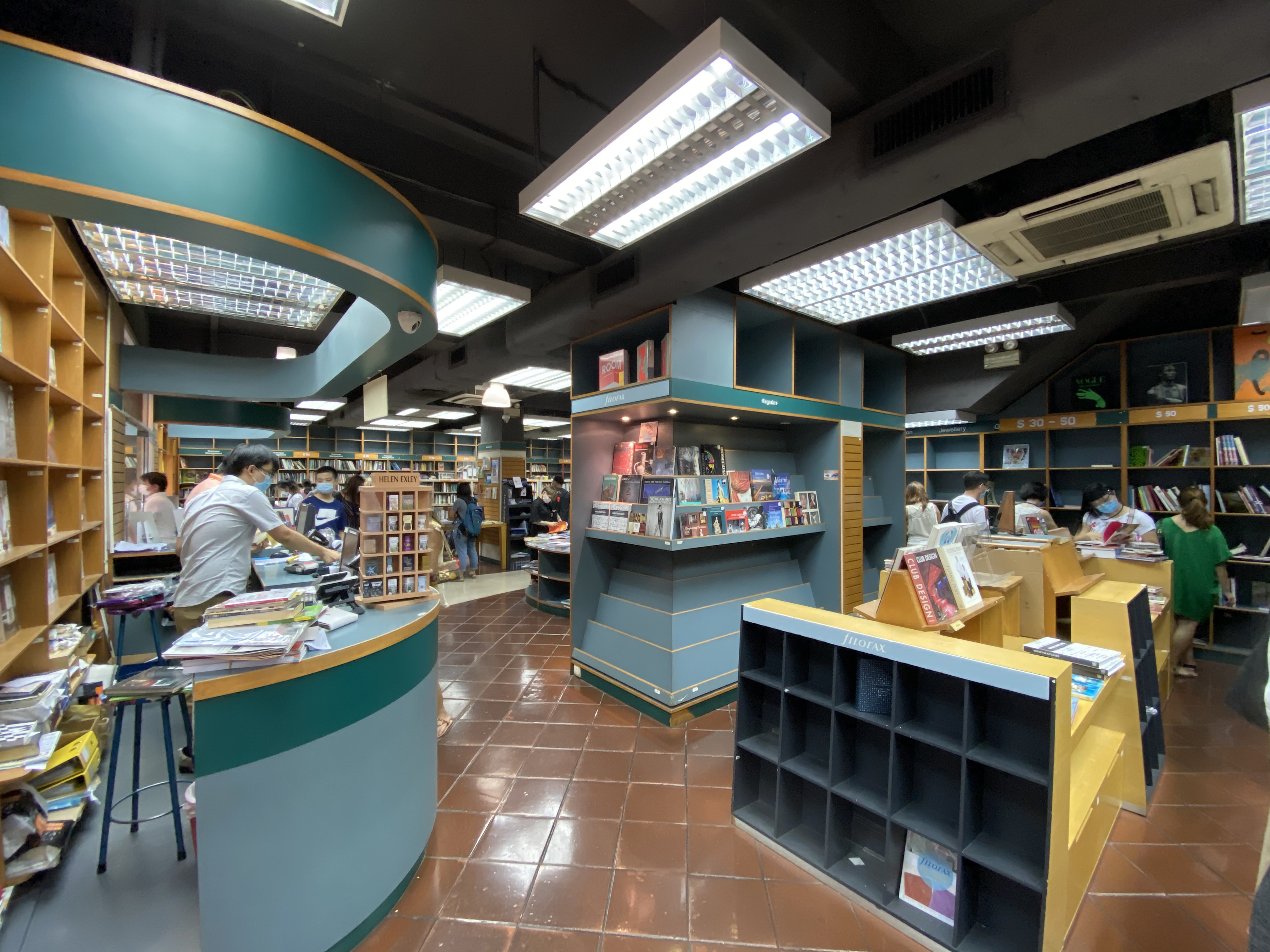
辰衝書店尖沙咀總店地下

## 實體書店地址（均已結業）
- 尖沙咀樂道13-15號地下
- 尖沙咀海港城海洋中心370室

## 外部連結
- 官方网站
- 辰衝圖書的Facebook專頁